# 邪馬台国畿内説
本項では、邪馬台国の所在地に関する学説のうち、畿内地方にあるとする邪馬台国畿内説（やまたいこくきないせつ）を概説する。

## 概要
新井白石が「古史通或問」において大和国説を説いた。しかしのちに「外国之事調書」で筑後国山門郡説を説いた。以降、江戸時代から現在まで学界の主流は「畿内説」（内藤湖南ら）と「九州説」（白鳥庫吉ら）の二説に大きく分かれている。ただし、九州説には、邪馬台国が”移動した"とする説（「東遷説」）と"移動しなかった"とする説がある。「東遷説」では、邪馬台国が畿内に移動してヤマト王権になったとする。
久米雅雄は「二王朝並立論」を提唱し、「自郡至女王国萬二千餘里」の「女王国」と、「海路三十日」（「南至投馬国水行二十日」を経て「南至邪馬台国水行十日」してたどり着く）の「邪馬台国」とは別の「相異なる二国」であり、筑紫にあった女王国が「倭国大乱」を通じて畿内に都した新王都が邪馬台国であるとする。
1960年代には、畿内で邪馬台国の時期にあたる遺物があまり出土しないのに比べ、九州では豊富であると考えられていたが、1970年代から交差年代決定法による考古学的年代決定論の研究が進み、畿内説を有力とする意見もある。この畿内説に立てば、3世紀の日本に少なくとも大和から大陸に至る交通路を確保できた勢力が存在したことになり、大和を中心とした西日本全域に大きな影響力を持つ勢力、即ち「ヤマト王権」がこの時期既に成立しているとの見方ができる。

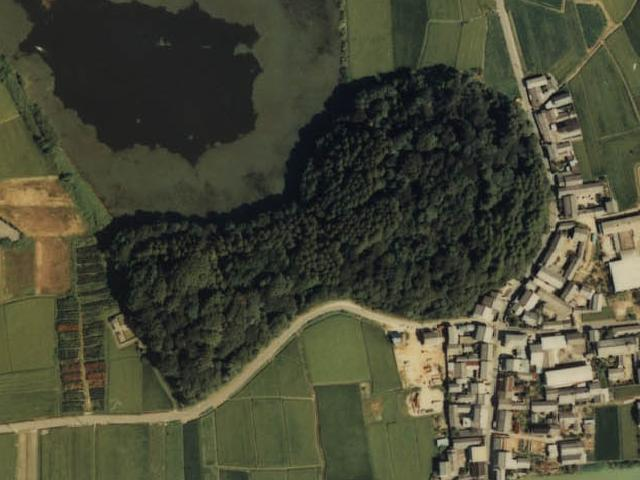
箸墓古墳

## 邪馬台国畿内説の基本的論拠
邪馬台国畿内説には琵琶湖湖畔、大阪府などの複数の説が存在し、特に奈良県桜井市三輪山近くの纒向遺跡を邪馬台国の都に比定する説が有力である。
邪馬台国畿内説では、「畿内には最大級の都市遺跡がある。魏に朝貢した邪馬台国はその当時の日本列島最大勢力であったはず」という仮定に基づいている。
- 「邪馬台」は当時の中国語の発音で"*jamadə"であったと言語学的に推定され、当時の日本語では清音と濁音を区別しないことから、「大和」の当時の発音である"jamatə"と完全に一致すること。
- 纏向遺跡は当時としては広大な面積を持つ最大級の集落跡であり、一種の都市遺跡である。
- 年代調査の成果により、倭人伝の時代（卑弥呼247年頃（3世紀半ば）没）と遺跡の時代（始期は2世紀後半（180年）-3世紀前半（210年）頃。最盛期は3世紀終わり頃-4世紀初め）が概ね合致していると考える。
- 瀬戸内東部の勢力の技術によると見られる初期の前方後円墳が卑弥呼の没年近くに作られはじめ（箸墓古墳[注釈 2]）、大和を中心に分布し、時代が下るにつれて全国に広がっていったこと。
- 3世紀後半には北九州から南関東にいたる全国各地の土器が出土し、纏向が当時の日本列島の大部分を統括する交流センター的な役割を果たしたことがうかがえること。
- 卑弥呼の遣使との関係を窺わせる景初三年、正始元年銘を持つものもある三角縁神獣鏡が畿内を中心に分布していること[注釈 3]。
- 弥生時代から古墳時代にかけておよそ4,000枚の鏡が出土するが、そのうち紀年鏡13枚のうち魏の年号を記した10枚は235年-244年の間に収まって銘されており、そのうちの5枚が畿内に分布していること。この時期の畿内勢力が中国の年号と接しうる勢力であったことを物語ると考える。
- 『隋書』では、都する場所邪靡堆を「魏志に謂うところの邪馬臺なるものなり」と何の疑問もなく同一視していること。
- 近畿は南に無いが、現存する「魏志」はすべて宋時代の刊行本を元としているので、それ以前の写本の中に、南を東と記載したものがある可能性[注釈 4]。

逆に、畿内説の弱点として上げられるのは次の点である。
- 魏に朝貢したからと言って、邪馬台国が日本列島最大勢力であったとは限らないこと。さらに纏向遺跡からは九州地方の遺物の出土も乏しく、大陸系の遺物は全くといってよいほど発見されていないこと。
- 纏向遺跡の年代の問題から卑弥呼治世時の遺跡とする見解に対する批判があり[誰によって?]、上記説に伴って邪馬台国と大和の二朝並立説や、王朝とまではいえなくとも邪馬台国とは別の地方勢力があったと考えられること。
- 「魏志倭人伝」の記述は北九州の小国を詳細に紹介する一方で、畿内説が投馬国に比定する近畿以西に存在したはずの吉備国や出雲国の仔細には全く触れられておらず、近畿圏まで含む道程の記述とみなすのは不自然[注釈 5]。
- 「魏志倭人伝」を読む限り、邪馬台国は伊都国や奴国といった北部九州の国より南側にあること。また、記紀には元伊都国王や元奴国王が北部九州征伐に行った仲哀天皇に降伏して、玉や剣など先祖伝来の神器を仲哀天皇に差し出したとの記述があること。ただし、これらの記紀の記述の信憑性は非常に低い。
- 『旧唐書』では邪馬台国と日本国を別国として扱っていること。
- 奈良盆地には墓制や金属器（青銅器・鉄器）の入手・生産、対外交流などにおいて北部九州を超えるような内容を認められない[6]。

かつて、畿内説の重要な根拠とされていた説は以下である。
- 三角縁神獣鏡を卑弥呼が魏皇帝から賜った100枚の鏡であるとする説 - しかし、既に見つかったものだけでも400-500面以上になること、中国や朝鮮半島から1面も出土例がないこと、製造時期の長さから特鋳説には無理があること、王仲殊など中国の学者が概ね日本鏡説を支持したことなどから、九州説の側から「三角縁神獣鏡は全て日本製」との反論を受けた。
- 邪馬台国長官の伊支馬（いきま？）と垂仁天皇の名「いくめ」の近似性を指摘する説 - 大和朝廷の史書である記紀には、卑弥呼の遣使のこと等具体的に書かれていない。田道間守の常世への旅の伝説を、遣使にあてる説もある。